# Chaetomyzus rhododendri
Chaetomyzus rhododendri är en insektsart. Chaetomyzus rhododendri ingår i släktet Chaetomyzus och familjen långrörsbladlöss. Inga underarter finns listade i Catalogue of Life.